# Distrito electoral federal 7 de Michoacán
El Distrito electoral federal 7 de Michoacán es uno de los 300 distritos electorales en los que se encuentra dividido el territorio de México para la elección de diputados federales y uno de los 11 en los que se divide el estado de Michoacán de Ocampo. Su cabecera es la ciudad de Zacapu.
El Distrito 7 de Michoacán se ubica en la zona centro-norte del estado. Desde el proceso de distritación de 2022 lo conforman los siguientes diecisiete municipios: Angamacutiro, Coeneo, Charapan, Cherán, Chilchota, Chucándiro, Huaniqueo, Jiménez, José Sixto Verduzco, Morelos, Nahuatzen, Panindícuaro, Paracho, Puruándiro, Quiroga, Tangancícuaro, Zacapu.

## Distritaciones anteriores

### Distritación 1996-2005
Entre 1996 y 2005 el distrito 7 incluía los municipios de Coeneo, Charapan, Cherán, Chilchota, Erongarícuaro, Los Reyes, Nahuatzen, Paracho, Purépero, Quiroga, Tangancícuaro y Zacapu.

### Distritación 2005-2017
Entre 2005 y 2017 el distrito 7 se integraba por los municipios de Coeneo, Charapan, Cherán, Chilchota, Erongarícuaro, Los Reyes, Nahuatzen, Paracho, Purépero, Quiroga, Tangancícuaro y Zacapu.

### Distritación 2017-2022
Entre 2017 y 2022 lo conformaban los municipios de Coeneo, Charapan, Cherán, Chilchota, Erongarícuaro, Jacona, Nahuatzen, Paracho, Purépero, Quiroga, Tangancícuaro, Tlazazalca y Zacapu.

## Diputados por el distrito
- XLVII Legislatura
  - (1964-1973): Servando Chávez Hernández
- L Legislatura
  - (1973-1976): María Villaseñor Díaz
- L Legislatura
  - (1976-1979): Juan Rodríguez González
- LI Legislatura
  - (1979-1982): Raúl Pineda Pineda
- LII Legislatura
  - (1982-1994): Cristóbal Arias Solís
- LVI Legislatura
  - (1994-1997): Emilio Solórzano Solís
- LVII Legislatura
  - (1997-2000): Gonzalo Augusto de la Cruz
- LVIII Legislatura
  - (2000-2003): Rafael Servín Maldonado
- LIX Legislatura
  - (2003-2006): Abdallán Guzmán Cruz
- LX Legislatura
  - (2006-2009): Humberto Alonso Razo
- LXI Legislatura
  - (2009-2012): Martín García Avilés
- LXII Legislatura
  - (2012-2015): José Luis Esquivel Zalpa
- LXIII Legislatura
  - (2015-2018): Guadalupe Hernández Alcalá
- LXIV Legislatura
  - (2018-2021): Gonzalo Herrera Pérez
- LXV Legislatura
  - (2021-2024): Alejandra Gutiérrez Zapien